# Дженг, Альхаджи
Альхаджи Дженг (швед. Alhaji Jeng; род. 13 декабря 1981, Банжул) — шведский легкоатлет гамбийского происхождения, специалист по прыжкам с шестом. Выступал на профессиональном уровне в 1999—2014 годах, обладатель серебряной медали чемпионата мира в помещении, победитель и призёр ряда крупных международных турниров, чемпион Швеции в помещении и на открытом стадионе, участник двух летних Олимпийских игр.

## Биография
Альхаджи Дженг родился 13 декабря 1981 года в Банжуле, Гамбия. В возрасте 3 месяцев вместе с семьёй переехал на постоянное жительство в Швецию, занимался лёгкой атлетикой в Гётеборге, проходил подготовку в местном клубе Örgryte IS.
До 18 лет сохранял гамбийское гражданство и в начале спортивной карьеры успел установить рекорд Гамбии в прыжках с шестом — 5,30 метра. В 1999 году получил гражданство Швеции и с этого времени выступал на различных международных стартах в составе шведской сборной.
В 2000 году прыгал с шестом на юниорском мировом первенстве в Сантьяго, занял в финале восьмое место.
В 2001 году в той же дисциплине стал шестым на молодёжном европейском первенстве в Амстердаме.
На молодёжном европейском первенстве 2003 года в Быдгоще провалил свои попытки, не показав никакого результата.
В 2005 году был восьмым на чемпионате Европы в помещении в Мадриде, выиграл зимний чемпионат Швеции в Мальмё и летний чемпионат Швеции в Хельсингборге — впоследствии ещё неоднократно становился победителем национального чемпионата.
В 2006 году завоевал серебряную награду на чемпионате мира в помещении в Москве, уступив в финале только американцу Брэду Уокеру. На Мемориале братьев Знаменских в Жуковском показал наивысший свой результат на открытом стадионе (5,80), с которым оказался на четвёртом месте в списке лучших шведских прыгунов с шестом всех времён — после Армана Дюплантиса, Оскара Янсона и Патрика Клюфта (наравне с Мартином Эрикссоном). Также в этом сезоне Дженг стал финалистом домашнего чемпионата Европы в Гётеборге.
В 2007 году прыгал с шестом на чемпионате мира в Осаке, в финал не вышел.
В 2008 году занял седьмое место на чемпионате мира в помещении в Валенсии. Благодаря череде успешных выступлений удостоился права защищать честь страны на летних Олимпийских играх в Пекине — на предварительном квалификационном этапе взял высоту в 5,55 метра, чего оказалось недостаточно для выхода в финал.
В 2009 году стал третьим на Гран-при Стокгольма, установив при этом свой личный рекорд и на то время национальный рекорд Швеции — 5,81 метра. Был пятым на чемпионате Европы в помещении в Турине, восьмым на командном чемпионате Европы в Лейрии, 12-м на чемпионате мира в Берлине.
В 2011 году среди прочего выступил на чемпионате Европы в помещении в Париже, на командном чемпионате Европы в Стокгольме и на чемпионате мира в Тэгу.
В 2012 году на чемпионате Европы в Хельсинки и на Олимпийских играх в Лондоне в финал не вышел.
Принимал участие в чемпионате мира 2013 года в Москве, где с результатом 5,65 занял в финале девятое место.
Завершил спортивную карьеру по окончании сезона 2014 года.
Впоследствии проявил себя в качестве комментатора соревнований по лёгкой атлетике, в частности комментировал чемпионаты мира 2019 года в Дохе и 2022 года в Орегоне для шведского телеканала SVT.